# Station Kongsvang
Station Knongsvang is een spoorweghalte in Viby in de Deense gemeente Aarhus. Het station ligt aan de lijnen Aarhus - Fredericia en Aarhus - Odder, maar alleen de trein naar Odder stopt aan de halte. De treindienst wordt uitgevoerd door Aarhus Nærbane.

## Externe link

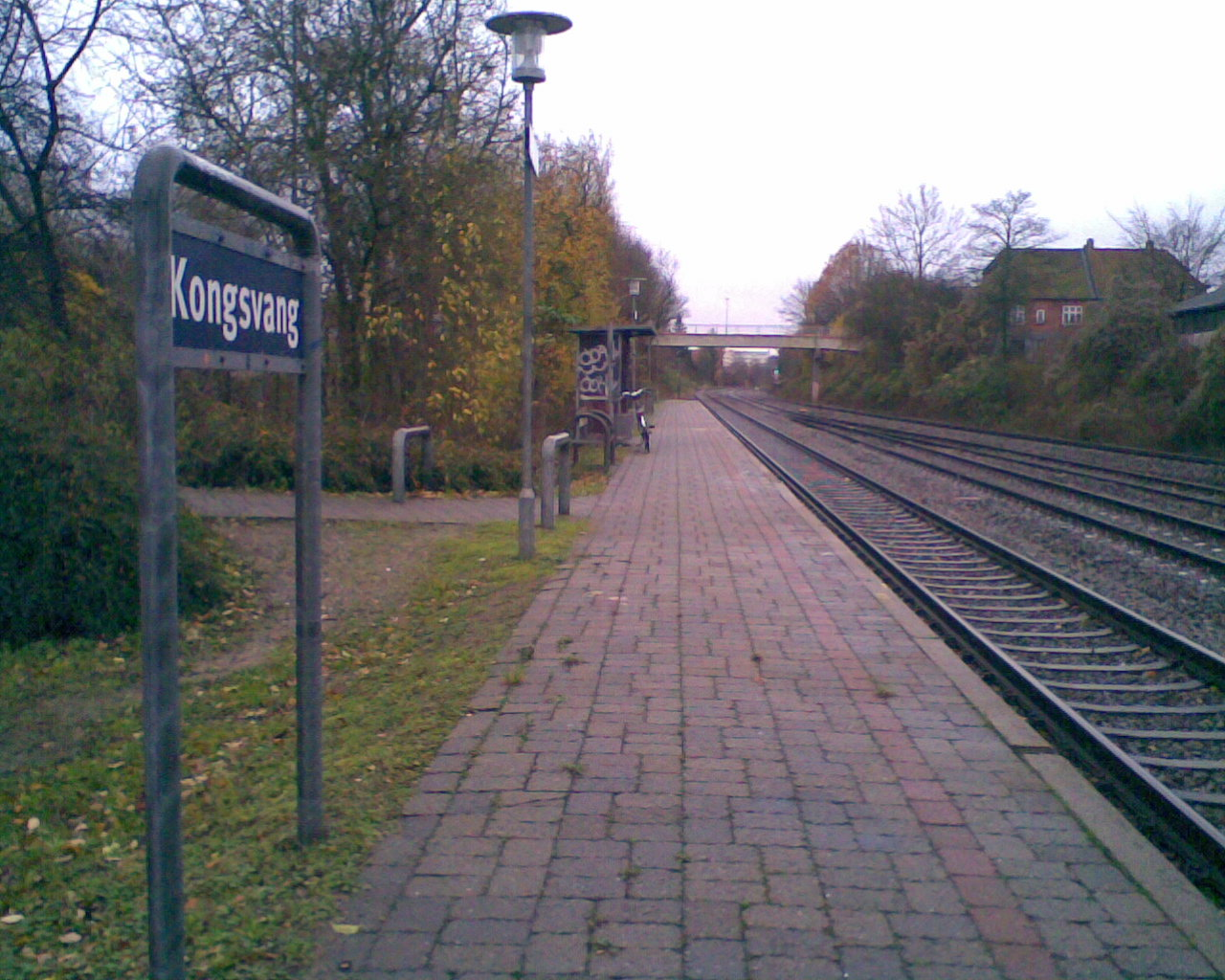
Het station in 2008